# إيفا إلفيس
إيفا إلفيس (من مواليد 13 سبتمبر 1977) هي سيدة أولى سابقة لإستونيا، دبلوماسية وخبيرة في سياسة الأمن السيبراني. ترشحت إيلفس كمرشح لاتفي لانتخابات البرلمان الأوروبي لعام 2019. وهي المرشحة للمركز الثالث من أجل التنمية، والثانية على القائمة هي بايبا روبيسا، الرئيس التنفيذي السابق لشركة السكك الحديدية البلطيق.
عملت كرئيسة لوحدة السياسة الوطنية للأمن السيبراني والمستشارة السياسية لوزير الدولة في وزارة الدفاع في لاتفيا. وهي عضو مؤسس في مختلف المنظمات غير الحكومية التي تركز على قضايا الأمن والديمقراطية وحقوق الإنسان. في عام 2016، شغلت منصب السيدة الأولى لإستونيا، حتى خلف زوجها توماس هندريك إلفيس كرستي كالجولايد في أكتوبر 2016.

## تعليمها
درست في جامعة لاتفيا وحصلت على درجة الماجستير في العلوم السياسية. في عام 2012، التحق إيلفيس بجامعة جونز هوبكنز في واشنطن العاصمة

### الخدمة المدنية
في أواخر التسعينيات، كانت إلفيس جزءًا من فريق وزارة الشؤون الخارجية لجمهورية لاتفيا الذي عمل على تحقيق هدف لاتفيا في الانضمام إلى الناتو. بعد انضمامها الناجح، واصلت عملها في مجال السياسة الأمنية والديمقراطية، حيث شاركت تجربة لاتفيا والدروس المستفادة مع جيرانها الشرقيين - أوكرانيا وبيلاروسيا وجورجيا. في 2005-2006 انضمت إلفيس إلى فريق عمل قمة ريغا للناتو وقاد جهود الدبلوماسية العامة المحلية وحلف شمال الأطلسي في قمة الناتو 2006 في ريغا. حصلت إلفيس على جائزة الدولة لمساهمتها في قمة الناتو في ريغا، تقديراً لوزيرة الخارجية لتطوير التعاون مع المنظمات غير الحكومية وتعزيز قضايا الديمقراطية والميدالية التذكارية لوزير الدفاع لتعزيز عضوية لاتفيا في الناتو.
من عام 2007 إلى عام 2010، تم تعيين إيلفيس في الوفد اللاتفي إلى الناتو ومن عام 2010 إلى عام 2011 تم إعارتها إلى الاتحاد الأوروبي كمستشار سياسي للممثل الخاص للاتحاد الأوروبي في جنوب القوقاز في باكو، أذربيجان مع التركيز على حقوق الإنسان من بين مواضيع أخرى. عمل إلفيس أيضًا كمستشار لوزير الدولة بوزارة الدفاع الذي يتولى مسؤولية إنشاء مركز استراتكوم التابع لحلف الناتو في ريغا وتنسيق سياسة الأمن السيبراني الوطنية، بما في ذلك أثناء رئاسة لاتفيا في الاتحاد الأوروبي.
في عام 2012، شاركت إلفيس والسفير الأمريكي السابق لدى الناتو كورت فولكر في تحرير الكتاب: «التعاون بين بلدان الشمال الأوروبي ودول البلطيق وأمريكا: تشكيل الأجندة الأمريكية الأوروبية».

## عملها بالمنظمات غير الحكومية
في عام 2000، كانت عضوًا مؤسسًا في منظمة لاتفيا عبر الأطلسي. وهي أيضًا عضو مؤسس ورئيس مجلس إدارة «بيلاروسيا المفتوحة» للمنظمات غير الحكومية في لاتفيا، الذي تأسس عام 2004. وسعت سياسة بيلاروسيا المفتوحة لاتفيا وأنشطتها نحو دعم التطورات الديمقراطية في بيلاروسيا. في عام 2008، كانت عضوًا مؤسسًا في منظمة غير حكومية إقليمية «تحالف بحر البلطيق إلى البحر الأسود».

## السيدة الأولى لإستونيا (2016)
في عام 2016 تزوجت من رئيس إستونيا آنذاك توماس هندريك إلفيس وتولت مسؤوليات السيدة الأولى لإستونيا. بصفتها السيدة الأولى لإستونيا، فقد رافقت زوجها في العديد من الزيارات الخارجية بما في ذلك الدورة 71 للجمعية العامة للأمم المتحدة حيث التقت بالرئيس السابق للولايات المتحدة باراك أوباما والسيدة الأولى ميشيل أوباما.

## الحياة الشخصية
لديها ثلاثة أطفال: رالف (مواليد 2002) وإيزابيلا (مواليد 2014) وهانس هندريك إلفيس (مواليد 2016).